# Sid Meier
 Der er for få eller ingen kildehenvisninger i denne artikel, hvilket er et problem. Du kan hjælpe ved at angive troværdige kilder til de påstande, som fremføres i artiklen.

Sidney K. "Sid" Meier (født 24. Februar 1954, Sarnia, Ontario, Canada) er en af de mest succesfulde computerspilsdesignere og -programmører nogensinde[kilde mangler], med spilserier som har solgt i store antal igennem hele 20 år. Hans største succeser er strategispillene Pirates! og Civilization-serien.

## Karriere
Sid Meier grundlagde MicroProse sammen med Bill Stealey i 1982. Her udviklede han det spil som han er mest berømt for, nemlig Civilization. Meier forlod dog MicroProse i 1996 og startede Firaxis Games sammen med den tidligere ansatte Jeff Briggs, hvor han i dag stadig videreudvikler sine spilkoncepter.

## Spiltitler
- Formula 1 Racing (1982)
- Hellcat Ace (1982)
- Chopper Rescue (1982)
- Spitfire Ace (1982)
- Floyd of the Jungle (1982)
- NATO Commander (1982)
- Wingman (1983)
- Solo Flight (1984)
- Kennedy Approach (1985)
- F-15 Strike Eagle (1985) – en af de første flykampssimulationer
- Silent Service (1985) – en undervandsbådssimulation
- Crusade in Europe (1985)
- Decision in the Desert (1985)
- Conflict in Vietnam (1986)
- Gunship (1986)
- Sid Meier's Pirates! (1987)
- Red Storm Rising (1988)
- F-19 Stealth Fighter (1988)
- F-15 Strike Eagle II (1989)
- Sword of the Samurai (1989)
- Covert Action (1990)
- Sid Meier's Railroad Tycoon (1990)
- Sid Meier's Civilization (1991) – (se også Civilization-serien.)
- Pirates! Gold (1993)
- Sid Meier's Colonization (1994)
- Sid Meier's Civilization II (1996) – (se også Civilization-serien.)
- Magic: The Gathering (1997)
- Sid Meier's Gettysburg (1997)
- Sid Meier's Antietam! (1998)
- Alpha Centauri (1999) – Civilization taget ud i fremtiden og på en anden planet
- Alpha Centauri:Alien Crossfire (2000) – udvidelse med to rumvæsen fraktioner og 6 menneskelige
- Sid Meier's Civilization III (2001)
- SimGolf (2002) – et projekt sammen med Maxis
- Sid Meier's Pirates! (2004) – en opdatering til PC
- Sid Meier's Civilization IV (2005) – (se også Civilization-serien.)
- Sid Meier's Railroads! (2006)
- Sid Meier's Civilization Revolution (2008)
- Sid Meier's Pirates! Mobile (2008)
- Sid Meier's Railroad Tycoon Mobile
- Sid Meier's Civilization IV: Colonization (2008)
- Sid Meier's Civilization V (2010) – (se også Civilization-serien.)
- Sid Meier's CivWorld (2011)
- Sid Meier's Ace Patrol (2013)
- Sid Meier's Ace Patrol: Pacific Skies (2013)
- Sid Meier's Civilization Revolution 2 (2014)
- Sid Meier's Civilization Beyond Earth (2014) – (se også Civilization-serien.)
- Sid Meier's Starships (2015)
- Sid Meier's Civilization VI (2016) – (se også Civilization-serien.)